# 姫戸町
姫戸町（ひめどまち）は、熊本県の南東部にあった町である。
2004年（平成16年）3月31日、天草郡大矢野町、松島町、龍ヶ岳町と合併して上天草市となり、旧姫戸町は上天草市姫戸町となった。

## 地理
天草上島の南東部に位置した。

## 歴史
- 1889年（明治22年）4月1日 - 町村制施行に伴い、天草郡姫浦村、二間戸村が合併し姫戸村が発足。
- 1962年（昭和37年）4月1日 - 町制施行し姫戸町となる。
- 1972年（昭和47年）7月6日 - 昭和47年7月豪雨により土砂災害が発生。土石流などにより死者・行方不明者46人。家屋全壊78戸以上、半壊17戸以上。被害の大きかった西川内板平地区は、40戸近くの家が流出した[1]。
- 2004年（平成16年）3月31日 - 天草郡大矢野町、松島町、龍ヶ岳町と合併し、上天草市となる。

## 行政

### 町章
公募により1975年4月1日に制定され、熊本市に在住している男性の作品である。

### 歴代町長
| 代   | 氏名       | 就任日                     | 退任日                      | 備考 |
| ---- | ---------- | -------------------------- | --------------------------- | ---- |
| 初代 | 寺中哲男   | 1962年（昭和37年） 4月1日  | 1967年（昭和42年） 4月30日  |      |
| 2代  | 赤穂幾久男 | 1967年（昭和42年） 5月1日  | 1973年（昭和48年） 4月7日   | 2期  |
| 3代  | 清水眞一   | 1973年（昭和48年） 5月20日 | 1977年（昭和52年） 5月19日  |      |
| 4代  | 赤穂万寿雄 | 1977年（昭和52年） 5月20日 | 1981年（昭和56年） 5月19日  |      |
| 5代  | 糀本兼幸   | 1981年（昭和56年） 5月20日 | 1986年（昭和61年） 10月30日 | 2期  |
| 6代  | 浦本秀敏   | 1986年（昭和61年） 12月7日 | 1990年（平成2年） 12月6日   |      |
| 7代  | 竹中義昭   | 1990年（平成2年） 12月7日  | 2004年（平成16年） 3月30日  | 4期  |

### 町歌
- 姫戸音頭[3]

## 経済

### 産業
町の特産品は、わたりがに、チリメンジャコ、車海老、ぽんかん、天草大王。
主な製造業として、1970年（昭和45年）創業のヤマハ天草製造株式会社がある。

## 教育
- 姫戸町立姫戸小学校（現・上天草市立姫戸小学校）
- 姫戸町立牟田小学校（現・上天草市立牟田小学校）
- 姫戸町立姫戸中学校（現・上天草市立姫戸中学校）

## 交通

### 道路
一般国道
- 国道266号

### 航路
- 天草観光汽船（株） 本渡港 - 姫戸港 - 八代港航路「ブルーライナー」「ブルーライナー2」（2006年12月運航休止、2011年12月20日運航廃止）
- 三角港行き（現宇城市三角町）（運航休止）

## 観光スポット
- 姫戸公園（桜、つつじ）
- 諏訪公園（海水浴場、キャンプ場）
- 小島公園（海水浴場、キャンプ場）
- 白獄森林公園（キャンプ場）

## 出身
- ねこクラゲ（漫画家）